# Tanto il resto cambia
Tanto il resto cambia è un singolo del cantautore italiano Marco Mengoni, pubblicato il 21 ottobre 2011 come secondo estratto dal primo album in studio Solo 2.0.

## Il brano
Tanto il resto cambia è una ballata che racconta di un rapporto finito, di un addio vissuto con passione, d'amore. Come nel singolo precedente, torna il tema della solitudine come un'emozione da vivere appieno, con trasporto, non necessariamente come una perdita.

## Video musicale
Esistono due versioni del videoclip. La prima versione è stata pubblicata il 9 novembre sul canale VEVO del cantante. Il video è stato girato a Milano e diretto da Roberto Cinardi.
La seconda versione del video è stata pubblicata il 21 novembre 2011. Entrambe sono girate secondo il metodo del "piano sequenza", senza quindi tagli di montaggio.